# Wahlenbergia scopulicola
Wahlenbergia scopulicola är en klockväxtart som beskrevs av Carolin och P.J.Sm. Wahlenbergia scopulicola ingår i släktet Wahlenbergia och familjen klockväxter. Inga underarter finns listade i Catalogue of Life.